# Grushallet
Grushallet (norwegisch für Schotterhang) ist ein Berghang im ostantarktischen Königin-Maud-Land. In den Kraulbergen liegt er 1,3 km nordöstlich der Dagvola.
Wissenschaftler des Norwegischen Polarinstituts benannten ihn 1985 deskriptiv.